# Trsteno
Pour l’article homonyme, voir Trsteno (Tuhelj).
Trsteno anciennement Cannosa, est un village qui est actuellement une division administrative de la ville croate de Dubrovnik (anciennement république de Raguse).

## Histoire
Trsteno est surtout connu pour son célèbre arboretum fondé par la famille Gozze.